# Захарієв Захарі Симеонович
Захарі Симеонович Захарієв (болг. Захари Симеонов Захариев, у СРСР використовував псевдонім Волкан Семенович Горанов; нар. 4 лютого 1904 — 29 квітня 1987) — болгарський військовий льотчик, Герой Радянського Союзу (1936), Герой Народної Республіки Болгарія (1974). Перебував на службі у РСЧА в 1932—1944 роках. Як військовий льотчик радянської добровольчої авіаційної групи, воював у громадянській війні в Іспанії на боці республіканців. Під час німецько-радянської війни був начальником навчальних закладів Цивільного Повітряного Флоту. У 1944 році повернувся назад в Болгарію, перебував на командних посадах Військово-повітряних сил ЗС Болгарії.
Захарі Захарієв (під ім'ям Волкан Горанов) став першим іноземним громадянином, якому присвоєно звання Героя Радянського Союзу.

## Життєпис
Народився 4 лютого 1904 року в селі Басарбово на півночі Болгарії у родині вчителя. Болгарин. У 1923 році закінчив гімназію в місті Разград. Під час навчання став відвідувати марксистський гурток, вступив до Спілки робітничої молоді.
У 1924 році по рекрутському набору надійшов на службу в болгарську армію. Подав заяви про вступ до льотного училища і був зарахований авіаційне училище в місті Божуриште.
У 1926 році став членом нелегальної Болгарської комуністичної партії. З 1927 року, після закінчення навчання, продовжив службу в авіаційних частинах. Військове звання — поручник.
У 1931 році як один з організаторів першотравневого страйку, був арештований і відданий під суд. У тому ж році був звільнений з армії, перейшов на нелегальне становище і вже в листопаді, за рішенням партії, емігрував в СРСР. Змінив прізвище, ім'я та по батькові — став Горанова Волканом Семеновичем. Був направлений льотчиком-інструктором в Тамбовську авіаційну школу Цивільного повітряного флоту.
У липні 1936 року, після звісток про початок громадянської війни в Іспанії, разом з іншими радянськими добровольцями подав прохання про відправлення на фронт для боротьби на стороні республіканців. Влітку 1936 року, під псевдонімом Халіль Екрем, прибув до Іспанії з першою групою радянських добровольців.
Воював у складі 1-ї Інтернаціональної авіаційної бомбардувальної ескадрильї, літав пілотом літака-бомбардувальника «Potez-54». Екіпаж брав участь в боях на Мадридському фронті. Основними цілями були аеродроми противника в Гранаді, порт Кадіс, інші військовий об'єкти.
31 грудня 1936 року Горанову Волкану Семеновичу присвоєно звання Героя Радянського Союзу. Після установи знаку особливої відзнаки «Золота Зірка» йому була вручена медаль № 22. Волкан Горанов став першим іноземним громадянином, який отримав звання Героя Радянського Союзу. Разом з ним звання Героя Радянського Союзу був удостоєний і стрілець-радист його літака — Петро Десницький.
Після повернення до СРСР Горанов В. С. був призначений начальником Тамбовської авіаційної школи Цивільного повітряного флоту, також був обраний депутатом Верховної Ради СРСР.
У 1939 році Горанов був переведений на службу в Москву на посаду начальника Управління бойової підготовки Цивільного повітряного флоту СРСР.
У 1941—1944 роках в навчальних закладах, якими керував Горанов, було підготовлено більше 20 тисяч льотчиків для бойових частин Військово-Повітряних Сил та Цивільного повітряного флоту.
Восени 1944 року після звільнення Болгарії і приходу до влади Вітчизняного фронту повернувся на батьківщину, вже під своїм справжнім ім'ям. Став одним з організаторів і керівників нових Військово-Повітряних Сил.
З 1945 року — заступник командувача ВПС Болгарії, в 1947—1955 роках — командувач ВПС — заступник міністра оборони Народної Республіки Болгарії. Генерал-майор (1947), генерал-лейтенант (1951).
У 1959—1965 роках — військовий аташе Болгарії в Радянському Союзі.
З 1965 року по 1973 року — заступник Міністра оборони Народної Республіки Болгарія.
У 1973 році генерал-полковник Захарієв за віком був звільнений у відставку. Жив у столиці, місті Софія. Помер 29 квітня 1987 року. Похований на Центральному кладовищі міста Софії.

## Інші нагороди та звання
Генерал-полковник Захарієв Захарі Симеонович нагороджений багатьма орденами і медалями Болгарії та СРСР. У 1974 році Указом Великих Народних зборів за величезні заслуги перед батьківщиною йому присвоєно звання Героя Народної Республіки Болгарія з врученням ордена Георгія Димитрова. Також йому мав звання «Заслужений льотчик Народної Республіки Болгарія» (знак № 1).